# Arthur Cooper
Arthur Cooper (* 10. Mai 1952 in Port of Spain) ist ein ehemaliger Sprinter aus Trinidad und Tobago, der sich auf den 400-Meter-Lauf spezialisiert hatte.
Bei den Olympischen Spielen 1972 in München wurde er Achter in der 4-mal-400-Meter-Staffel und erreichte über 400 m das Viertelfinale.
Seine persönliche Bestzeit über 440 Yards von 46,6 s (entspricht 46,3 s über 400 m) stellte er am 20. Mai 1972 in El Paso auf.